# Hermakivka, Borșciv
Hermakivka (în ucraineană Гермаківка) este o comună în raionul Borșciv, regiunea Ternopil, Ucraina, formată numai din satul de reședință.

## Demografie
Componența lingvistică a comunei Hermakivka
     Ucraineană (99,62%)
     Alte limbi (0,37%)
Conform recensământului din 2001, majoritatea populației comunei Hermakivka era vorbitoare de ucraineană (99,62%), existând în minoritate și vorbitori de alte limbi.